# Circondario di Riva
Il circondario di Riva era uno dei circondari in cui era suddivisa la provincia di Trento.

## Storia
Il circondario venne istituito nel 1923 in seguito alla riorganizzazione amministrativa dei territori annessi al Regno d'Italia dopo la prima guerra mondiale. Si estendeva sul territorio degli ex distretti giudiziari Arco, Riva e Pieve di Ledro.
Il circondario di Riva ebbe un'esistenza effimera: venne soppresso nel 1926 insieme ad altri 93 circondari ed il suo territorio aggregato al circondario di Trento.

## Suddivisione
All'atto dell'istituzione il circondario era così composto:
- mandamento di Riva
  - comuni di Arco; Bezzecca; Biacesa; Cologna-Gavazzo; Drena; Dro; Enguiso; Legos; Lenzumo; Locca; Mezzolago; Molina di Ledro; Nago-Torbole; Oltresarca; Pieve di Ledro; Pranzo; Prè; Pregasina; Riva; Romarzolo; Tenno; Tiarno di Sopra; Tiarno di Sotto; Ville del Monte

Con la soppressione del circondario il mandamento passò al circondario di Trento.